# Schoenomyza armipes
Schoenomyza armipes är en tvåvingeart som beskrevs av Malloch 1934. Schoenomyza armipes ingår i släktet Schoenomyza och familjen husflugor. Inga underarter finns listade i Catalogue of Life.